# Михаэльсен, Ларс
Ларс Михаэльсен  (дат. Lars Michaelsen; род. 13 марта 1969,  в Копенгагене, Дания) — датский профессиональный шоссейный велогонщик в 1994-2007 годах. Участник летних Олимпийских игр (1992, 1996, 2000, 2004).  С 2008 года спортивный директор ряда велокоманд, с 2017 года - команды Мирового тура «Astana Pro Team».

## Достижения
1987
1-й  Чемпион Дании — Групповая гонка (юниоры)
1989
1-й - Grand Prix de Saint-Étienne Loire
1990
1-й - Гран-при Антиба
1-й - Annemasse-Bellegarde et retour
1-й - Boucles du Tarn et du Sidobre
1-й — Этап 5 Тур Швеции
1-й - Париж — Коннере
2-й - Шатийон — Дижон
3-й - Ronde du Sidobre
1991
1-й - Ronde du Canigou
1-й — Этапы 5 и 7 Гран-при Вильгельма Телля
1-й - Париж — Тур U23
1992
1-й — Этап 7 Milk Race
3-й Чемпионат Дании — Групповая гонка
3-й - Boucles catalanes
1993
2-й - Circuit méditerranéen
1994
1-й - Париж — Бурж
1-й - International Cycling Classic — Генеральная классификация
2-й - Гран-при Денена
1995
1-й - Гент — Вевельгем
2-й - Париж — Бурж
3-й - Circuit Mandel-Lys-Escaut
8-й - Париж — Тур
1996
1-й — Этап 3 Mitchelton Bay Classic
2-й - Гран-при Марселя Кинта
4-й - Гент — Вевельгем
10-й - Париж — Тур
1997
1-й — Этап 1 Вуэльта Испании
1-й  — Лидер в Генеральной классификации после этапов 1-3
1-й — Этап 1 Вуэльта Бургоса
2-й Чемпионат Дании — Групповая гонка
3-й - Дрёйвенкурс Оверейсе
1998
2-й - Гент — Вевельгем
2-й - Дварс дор Вест-Фландерен
1999
2-й - Тур Вандеи
10-й - Тур Фландрии
10-й - Париж — Рубе
2000
1-й - Мемориал Рика Ван Стенбергена
1-й — Этап 1 Тур Дании
2-й - Дварс дор Вест-Фландерен
3-й - Дварс дор Фландерен
2002
5-й  - Париж — Рубе
2003
1-й — Этап 4 Четыре дня Дюнкерка
1-й — Этап 2 Tour de Hesse
2-й - Classic Haribo
2004
1-й - Clarendon Cup
3-й - Wachovia Classic
2005
1-й - Тур Катара — Генеральная классификация
1-й — Этап 3
2-й Чемпионат Дании — Групповая гонка
3-й - International Grand Prix Doha
3-й - Wachovia Classic
5-й  - Париж — Рубе
2006
1-й — Этап 1 Тур Джорджии

## Статистика выступлений

### Гранд-туры
| Гранд-тур                 | 1995 | 1996 | 1997 | 1998 | 1999 | 2000 | 2001 | 2002 |
| ------------------------- | ---- | ---- | ---- | ---- | ---- | ---- | ---- | ---- |
| Джиро д’Италия            | —    | —    | —    | —    | —    | —    | —    | 112  |
| Тур де Франс              | НФ   | —    | —    | НФ   | 116  | —    | —    | —    |
| (c 2010 ) Вуэльта Испании | —    | —    | 71   | —    | —    | —    | НФ   | —    |

| —  | Не участвовал  |
| НФ | Не финишировал |